# Paris–Roubaix 1976

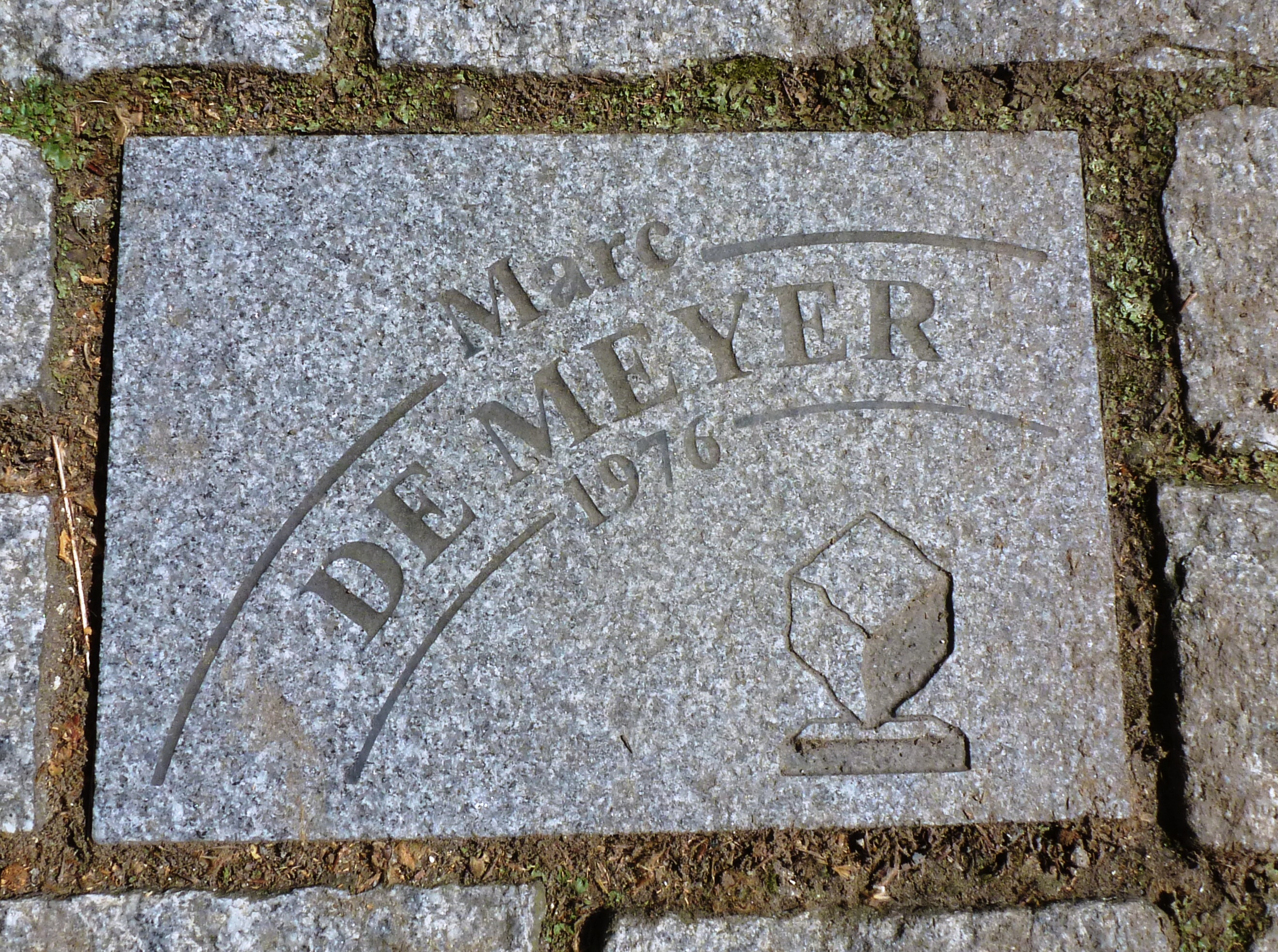
Pflasterstein zu Ehren von Marc Demeyer auf der Allée Charles Crupelandt in Roubaix

Das Eintagesrennen Paris–Roubaix 1976 war die 74. Austragung des Radsportklassikers und fand am Sonntag, den 11. April 1976, statt.
Das Rennen führte von Chantilly, rund 50 Kilometer nördlich von Paris, nach Roubaix, wo es im Vélodrome André-Pétrieux endete. Die gesamte Strecke war 274 Kilometer lang. Es starteten 154 Fahrer, von denen sich 38 platzieren konnten. Der Sieger Marc Demeyer absolvierte das Rennen mit einer Durchschnittsgeschwindigkeit von 40,81 km/h.
31 Kilometer vor dem Ziel zog Roger De Vlaeminck die Geschwindigkeit an und zog vier Fahrer – Demeyer, Francesco Moser, Hennie Kuiper und Walter Godefroot – mit sich. Godefroot hatte einen Reifendefekt und verlor den Anschluss. Auf den letzten 20 Kilometern drückte De Vlaeminck weiter auf das Tempo, in der Radrennbahn angekommen zog er den Sprint an. Moser konnte ihn jedoch überholen, aber Demeyer zog an beiden Fahrern vorbei und gewann.
Der Deutsche Dietrich Thurau belegte Platz 23. Der Sieger Marc Demeyer starb sechs Jahre später im Schlaf an einem Herzanfall.
Diese Austragung des Rennens war Thema des dänischen Dokumentarfilms En Forårsdag i Helvede von Jørgen Leth, auch bekannt unter dem englischen Namen A Sunday in Hell.